# Site pessoal de casamento
O site pessoal de casamento é uma ferramenta utilizada para auxiliar os noivos durante o planejamento e os preparativos do casamento. Geralmente, é criado e montado pelo próprio casal, que pode se utilizar de plataformas online para criação e edição de sites, de serviços que oferecem ferramentas para edição e gerenciamento de blogs ou de serviços oferecido por portais especializados em casamentos, sendo esta última a opção mais popular.

## Finalidade
São usados para fornecer informações que não cabem no espaço físico de um convite impresso formal, como mapas de localização, lista de presentes (ou lista de casamento), código de vestimenta, convites para eventos paralelos (festa de noivado, chá de panela, despedida de solteiro).  Alguns são utilizados para trocar mensagens com os convidados, publicar a biografia do casal, perfil dos padrinhos e madrinhas e perfil de fornecedores. Pelo site pessoal de casamento os casais indicam aos convidados qual será o estilo do seu casamento. Após o evento, é usado para compartilhamento de fotos e vídeos e, se necessário, achados e perdidos.
Sites montados dentro de provedores especializados em casamentos dispõem ainda de funcionalidades específicas para o planejamento do evento, como ferramentas de gerenciamento de lista de presentes e gerenciamento de orçamento, confirmação de presença – o chamado RSVP (Répondez S'il Vous Plait) – online, loja virtual para lista de presentes e disparo de convites para mailing de convidados.

## Portais especializados em sites de casamento
Os Estados Unidos foram os precursores dos provedores especializados em sites de casamento, uma vez que seus primeiros grandes portais, como The Knot e WeddingChannel – hoje unidos pelo XO Group – foram lançados na década de 90, enquanto os registros de surgimento dos primeiros sites de casamento na América do Sul datam da década seguinte.
Startups ligadas ao ramo de casamento permitiram que noivos do mundo todo obtivessem cada vez mais funcionalidades por intermédio de inovações que os diferenciassem dos demais provedores. Em 1997, o portal norte-americano The Knot se associou a empresas de comércio eletrônico para lançar a lista de presentes online. Já na área de sites de casamento, em 2007 foi a vez da brasileira iCasei inovar o mundo lançando a primeira plataforma automatizada para criação de sites de casamento e, em 2009, criar também a possibilidade de presentes em dinheiro. Em 2013, surge o Zola Inc. com o objetivo de oferecer experiências – além de utilidades domésticas – para os recém casados cuja prioridade não fosse equipar seus novos lares.
As duas primeiras décadas do milênio registraram um grande crescimento de provedores especializados em sites de casamentos que agora operam em diferentes países, muitos deles criando funcionalidades e ferramentas específicas para suas próprias identidades, costumes e fé nacionais.
O consumidor tem a possibilidade de escolher layouts personalizados e uma gama de serviços que alteram o valor da taxa cobrada para o seu uso. Dependendo da empresa e do plano contratado – que pode ser gratuito ou pago – os casais terão seus sites no ar por seis meses, doze meses ou para sempre. O custo é calculado baseado em fatores como nome de domínio, número de páginas disponíveis, propagandas veiculadas nas páginas, a quantidade/tipo de mídias disponíveis e funcionalidades contratadas. No entanto, a maioria dos casais considera a taxa cobrada pelos sites menos dispendiosa do que contratar um assessor de casamento (ou produtor), pois os assessores de casamento podem custar até 15% do custo total do casamento.

## Comparação de preços: assessoria de casamento x site de casamento
A maioria das noivas vê os sites pessoais de casamento, em particular os gratuitos, como uma maneira mais econômica de planejar o evento. Porém, os sites de casamento atendem mais especificamente aos convidados, enquanto os assessores de casamento têm a função de ajudar aos noivos. De acordo com White Weddings: Romancing Heterosexuality in Popular Culture, “os assessores de casamento, geralmente, consistem em 15% do custo total do evento.” Dependendo do custo do casamento, um assessor costuma ganhar entre US $ 2.880 e US $ 15.000 por cada evento trabalhado. Nos Estados Unidos, assessores de casamento podem cobrar um salário por hora que varia entre US $ 40 e US $ 100, dependendo da parte do país em que conduzem seus serviços. A taxa também depende da experiência do profissional e a extensão do plano contratado: assessoria do dia, último mês ou completa.

## Tradição e Críticas aos sites de casamento
Algumas etapas consideradas como tradições hoje são executadas pela própria tecnologia. O uso do site de casamento permite ao convidado acessar a lista de presentes de casamento e, na maioria dos casos, presentear o casal por este mesmo canal sem a necessidade de se deslocar a uma loja física. Gradativamente, a tradição do corte da gravata também está sendo transferida para sites de casamento por meio de seus aplicativos móveis.
Embora os convites despachados pelo correio ou entregues em mãos sejam uma tradição consolidada, os sites permitem uma maneira mais interativa, econômica e sustentável de transmitir as informações. Não há gasto em papel e envio postal e não há desperdício de papel. Na América do Sul, porém, a tradição de distribuir convites em mãos ainda se mantém, ficando os sites responsáveis pelo disparo de convites para os eventos paralelos (festa de noivado, despedida de solteiro, chá de panelas).
Em uma pesquisa recente, 37% dos entrevistados disseram que convites nunca devem ser enviados por email, enquanto 49% responderam "depende do casamento" e 14% opinaram que "sim, sempre". A maioria dos livros recentes sobre planejamento de casamento sugere que as noivas encontrem formas mais baratas de produzir e enviar seus convites e, normalmente, não recomenda que os enviem por email.
Os sites também poupam o tempo dos noivos e o de seus convidados em telefonemas de confirmação de presença (RSVP) que inevitavelmente se prolongam em assuntos necessários sobre o código de vestimenta, direções para o local do evento e especificações sobre a lista de presentes. Há alguns anos, função de RSVP é de competência da assessoria de casamento, porém, ainda há convidados que reclamam da impessoalidade deste procedimento quando executado por um assessor ou por intermédio de um site.

## Ligações Externas
- «The Knot» (em inglês)
- «Zola» (em inglês)
- «The WeddingChannel» (em inglês)
- «iCasei» (em inglês)